# HD196624
HD196624 — хімічно пекулярна зоря спектрального класу F8, що має видиму зоряну величину в смузі V приблизно  9,7.
Вона  розташована на відстані близько 1331,3 світлових років від Сонця.